# Euchilia saturata
Euchilia saturata är en skalbaggsart som beskrevs av Leon Fairmaire 1904. Euchilia saturata ingår i släktet Euchilia och familjen Cetoniidae. Inga underarter finns listade i Catalogue of Life.